# Сподня Щавниця
Сподня Щавниця (словен. Spodnja Ščavnica) — поселення в общині Горня Радгона, Помурський регіон, Словенія. Висота над рівнем моря: 249,1 м.